# 48461 Sabrinamaricia
48461 Sabrinamaricia este o planetă minoră (asteroid), cu un diametru de 5,496 km, din centura de asteroizi. A fost descoperită pe 7 septembrie 1991 la Observatorul Palomar de Seth M. Cohen⁠(d). 
Obiectul prezintă o orbită caracterizată de o semiaxă mare de 2,3345768387179 UAi, o excentricitate de 0,24610867161051, o înclinație de 10,363951303124 ° în raport cu ecliptica.